# Preußen-Konsortium
Das sogenannte Preußen-Konsortium war eine Gemeinschaft deutscher Banken, die – rechtlich und wirtschaftlich selbständig – seit 1866 bis zum Ende des Kaiserreiches die preußischen Staatsanleihen und später die des Deutschen Kaiserreiches auf dem Kapitalmarkt unterbrachten. Es war das damals größte deutsche Emissionskonsortium, das jedoch keinen Einfluss auf die staatliche Finanzpolitik hatte.

## Geschichte
Das Frankfurter Bankhaus Rothschild besaß seit 1860 quasi das Monopol, preußische Staatsanleihen zu emittieren. Die neuen außenpolitischen Herausforderungen, denen sich Preußen gegenübersah, machten es notwendig, das risikoreiche und kapitalintensive Emissionsgeschäft auf mehrere Banken zu verteilen. 1866 wurde das Preußen-Konsortium gegründet, nachdem bereits 1859 durch Bankhaus Bleichröder, Bankhaus Magnus, Bankhaus Gebr. Schickler, der Disconto-Gesellschaft und weiteren drei Berliner Privatbanken die sogenannte Mobilmachungsanleihe des preußischen Staates vermittelt worden war. Die Kontrolle des Preußen-Konsortiums oblag der staatlichen preußischen Seehandlung. Konsortialführer waren das Bankhaus Bleichröder und die Berliner Disconto-Gesellschaft. Diesen gelang es rasch, die wichtigsten Privatbanken (unter diesen auch wieder die Frankfurter Rothschilds) und die Berliner Handelsgesellschaft im Konsortium zusammenzuführen. Hinzu kamen eine Bank aus Köln und eine weitere Bank aus Frankfurt.
Das Konsortium übernahm die Staatsanleihen und brachte sie am Markt unter. Damit wurden unter anderem der Deutsch-Französische Krieg und die Verstaatlichung der Eisenbahnen in Preußen finanziert. Nach der Reichsgründung 1871 und dem steigenden Kapitalbedarf wurde das Konsortium vergrößert. Im Jahr 1876 kamen zwei Hamburger Banken – unter ihnen die Norddeutsche Bank hinzu. Der Kreis der Banken wuchs in den 1880er Jahren um Banken aus Leipzig, München (zum Beispiel Bayerische Hypotheken- und Wechselbank), Nürnberg, Mannheim, Straßburg und Stuttgart. Allerdings überwogen weiterhin die Berliner Institute, die das Hauptgeschäft abwickelten. Auf andere Banken entfiel nur eine Anleihensumme vom 28,1 %. Dennoch bedeutete dies eine enge Verknüpfung aller bedeutenden Bank- und Börsenplätze im Deutschen Kaiserreich. Obwohl weitere Banken in das Konsortium aufgenommen wurden, änderte sich an der Vorrangstellung der Berliner Banken nichts. Von den im Jahr 1913 beteiligten 28 Banken hatten allein dreizehn ihren Sitz in Berlin. Die mächtigste Bank über Jahrzehnte hinweg war die Disconto-Gesellschaft.
Die Zusammensetzung des Konsortiums änderte sich im Laufe der Zeit auch in anderer Hinsicht. Während zwischen 1867 und 1912 der Anteil der Privatbanken von 55 auf 30 Prozent sank, stieg der Anteil der Aktienbanken von 31 auf 64 Prozent. Einen Rückgang gab es auch bei den beteiligten Staatsbanken.